# Mani Pomponi Mató
Mani Pomponi Mató (en llatí: Manius Pomponius M'. f. M. n. Matho) va ser un magistrat romà. Era fill de Mani Pomponi Mató i germà del cònsol Marc Pomponi Mató. Formava part de la gens Pompònia, i era de la família dels Mató.
Va ser elegit cònsol l'any 233 aC junt amb Quint Fabi Màxim Verrugós, i va fer la guerra contra els sards sobre els quals va obtenir la victòria per la qual se li van concedir els honors del triomf. No obstant els sards es van tornar a revoltar i l'any 231 aC i el seu germà Marc tornava a lluitar a l'illa amb un exèrcit consular.
L'any 217 aC va ser magister equitum del dictador Luci Veturi Filó, i el 216 aC va ser elegit pretor, que en aquests anys participaven activament a la guerra contra els cartaginesos, però no obstant va rebre la jurisdictio inter cives Romanos et peregrinos, sense cap comandament militar. Després de Cannes, junt amb el pretor urbà, va convocar al Senat a la Cúria Hostília per veure que s'havia de fer.
A la fi del seu mandat, l'any 215 aC va rebre com a propretor la província de la Gàl·lia Cisalpina, comandament que li va ser prorrogat el 214 aC segons Titus Livi que deixa entendre que el 215 aC no s'havia enviat cap exèrcit a la Gàl·lia per manca de soldats.
Va morir el 211 aC quan era un dels pontífexs.